# Guilhermina-Esperança (métro de São Paulo)
Guilhermina-Esperança (en portugais : Estação Guilhermina-Esperança) est une station de la ligne 3 (Rouge) du métro de São Paulo. Elle est accessible par la rua Astorga dans le quartier Vila Guilhermina à São Paulo au Brésil.

## Situation sur le réseau

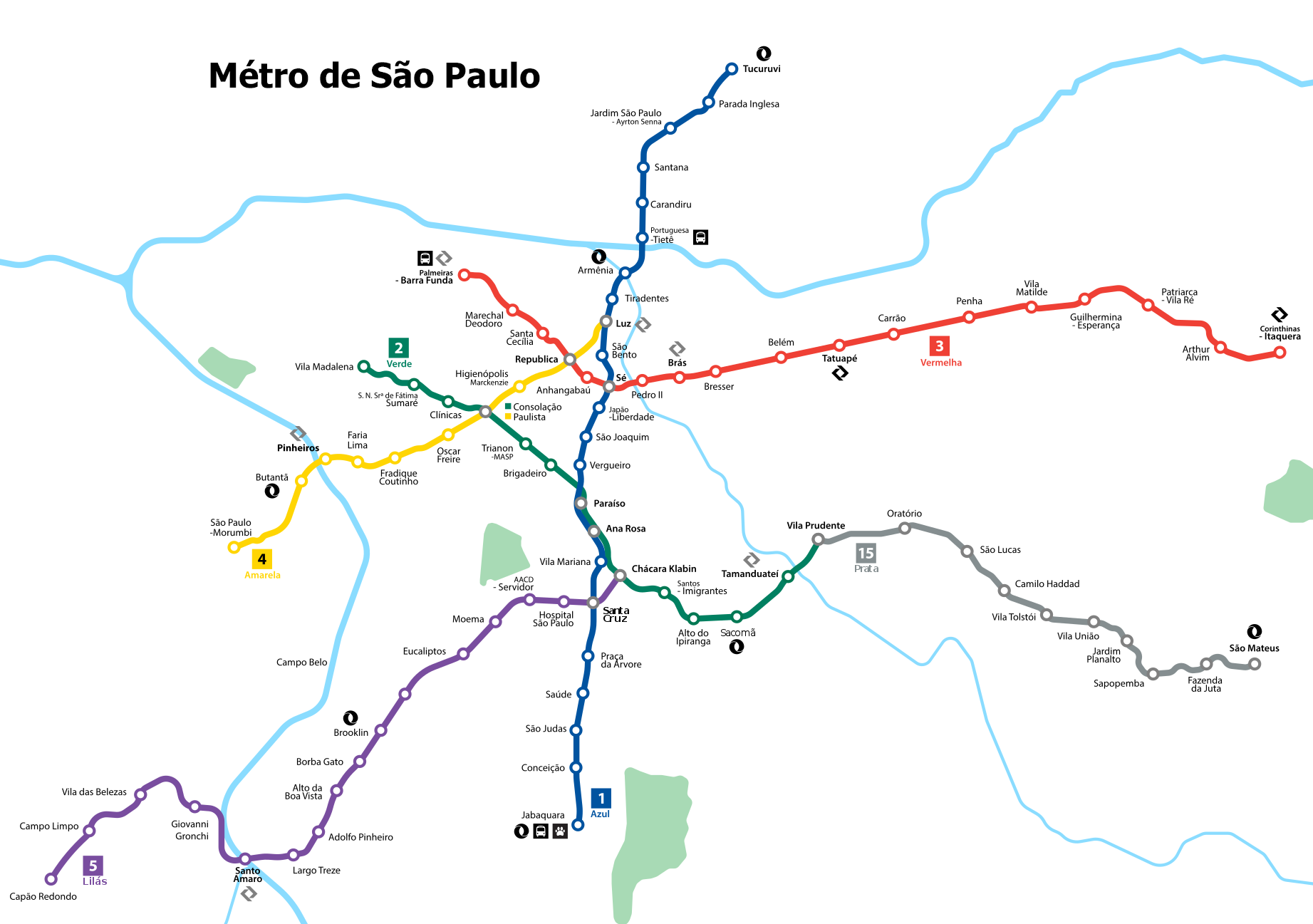
Plan du Métro de São Paulo 2020.

Établie en surface, la station Guilhermina-Esperança est située sur la ligne 3 du métro de São Paulo (rouge), entre les stations : Vila Matilde, en direction du terminus Palmeiras-Barra Funda, et Patriarca-Vila Ré, en direction du terminus Corinthians-Itaquera. La station est proche de l'atelier Métro Belém-I.

## Services aux voyageurs

### Desserte
| Ligne                         | Terminus                                         | Stations | Durée du voyage (min) | Intervalle entre les trains (min) | Opération                                                                 |
| ----------------------------- | ------------------------------------------------ | -------- | --------------------- | --------------------------------- | ------------------------------------------------------------------------- |
| Ligne 3 du métro de São Paulo | Palmeiras - Barra Funda ↔ Corinthians - Itaquera | 18       | 32                    | 2                                 | Tous les jours, de 4h40 à 0h. Le samedi, jusqu'à 1h du matin le dimanche. |